# Haverford (paquebot)
Le Haverford est un paquebot transatlantique britannique mis en service en 1901 pour l'American Line sur la route de Southampton à New York, puis rapidement sur celle de Liverpool à Boston et Philadelphie. Durant ses premières années, ce navire principalement conçu pour transporter migrants et marchandises est victime de plusieurs incidents. Sa compagnie ayant été intégrée à l'International Mercantile Marine Co. (IMM) en 1902, il lui arrive également, durant cette période, d'être utilisé par d'autres compagnies de la société, la Dominion Line et la Red Star Line.
Le début de la Première Guerre mondiale n'entrave pas son service civil. Ce n'est qu'en janvier 1915 qu'il est utilisé comme transport de troupes. Durant le conflit, il est attaqué à plusieurs reprises par des sous-marins allemands, l'un d'entre eux parvenant à le torpiller le 12 juin 1917. Bien que huit personnes périssent, le navire est échoué, puis remis en état. Il reprend ensuite, à partir de 1919, son service à destination de Philadelphie.
En 1921, une autre compagnie de l'IMM, la White Star Line, reprend la ligne de Philadelphie exploitée jusque-là par l'American Line, ainsi que le Haverford. Contrairement à l'habitude de la compagnie, le navire n'est pas renommé, et continue à desservir Philadelphie. Dès 1922, il retrouve sa compagnie d'origine pour plusieurs traversées au départ de Hambourg, puis rejoint à nouveau la White Star. En 1924, usé, le navire est vendu à des démolisseurs italiens, et démantelé l'année suivante.

## Histoire

### Construction et débuts

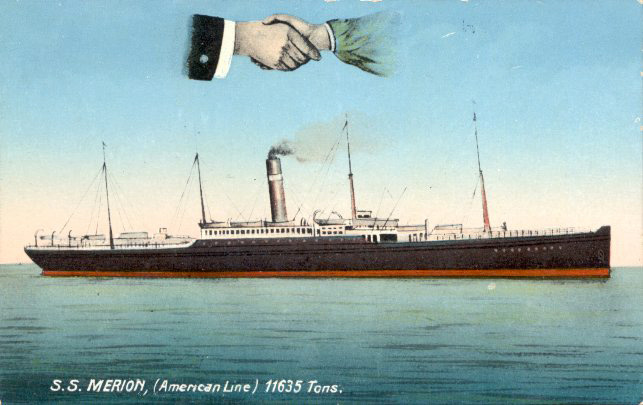
Le Haverford possède un sister-ship, le Merion.

La construction du Haverford débute en 1899 dans les chantiers John Brown & Company de Clydebank. Avec son sister-ship, le Merion, il est construit pour desservir la ligne de Liverpool à Philadelphie pour l'American Line. Après son lancement le 4 mai 1901, il est terminé durant le mois d'août qui suit. Les projets de sa compagnie sont modifiés et le Haverford effectue finalement sa traversée inaugurale à titre expérimental sur la ligne de Southampton à New York en passant par Cherbourg. Après cette rotation, le navire est prêté à la Red Star Line (les deux compagnies appartenant à l'International Navigation Company) qui l'utilise sur la route d'Anvers à New York du 9 novembre 1901 au 8 mars 1902.
C'est à cette époque, en 1902, que John Pierpont Morgan réunit l'International Navigation Company et plusieurs autres compagnies maritimes pour former l'International Mercantile Marine Co.. Cet épisode entraîne le transfert de nombreux navires entre les diverses sociétés afin de réorganiser les lignes et d'optimiser leur exploitation. Le Haverford est cependant épargné : l'American Line vient en effet de perdre son Waesland, le 5 mars 1902, dans une collision. Le Haverford reçoit donc pour mission d'assurer, avec le Merion, la ligne de Liverpool à Philadelphie qui lui était originellement attribuée. À cette époque, son capitaine et une partie de ses marins étant particulièrement friands de football, il n'est pas rare que le paquebot arrive en avance à Liverpool les samedis, pour que l'équipage puisse assister aux matchs.
Ce service est à plusieurs reprises troublé : le 13 juin 1906, dans le port de Liverpool, une explosion survient dans une de ses cales alors que l'équipage décharge sa cargaison : huit personnes sont tuées et quarante autres blessées. Le 29 mai (ou 25 selon les sources) 1913, il heurte cette fois-ci des rochers au large de Queenstown, où il venait de faire escale. Deux de ses cales sont inondées, mais il est remis à flot dès le lendemain. Durant cette période, il est également prêté, du 17 décembre 1908 au 21 janvier 1909, à une autre compagnie de l'IMM : la Dominion Line. Celle-ci l'utilise pour deux rotations entre Liverpool, Halifax et Portland.

### Première Guerre mondiale
La Première Guerre mondiale n'entraîne pas immédiatement la réquisition du Haverford, qui poursuit son service en 1914 sans encombre. Ce n'est qu'en janvier 1915 qu'il est réquisitionné et transformé en transport de troupes, dans un premier temps afin de desservir les Dardanelles, ce qu'il fait jusqu'en 1916, avant de retourner sur l'Atlantique. Il est alors victime de plusieurs attaques sous-marines. La première survient le 12 juin 1917 au sud de l'Irlande, mais le navire s'échappe sans encombre.
Le navire est moins chanceux le 26 juin suivant, lorsqu'il est cette fois-ci torpillé au large de l’Écosse. Huit personnes sont tuées, mais l'équipage parvient à échouer le navire sur une plage, évitant ainsi qu'il ne sombre. Six mois de réparations sont nécessaires. Enfin, le 17 avril 1918, le Haverford est à nouveau attaqué par un sous-marin sur l'Atlantique Nord, mais esquive ses deux torpilles. Le navire est ensuite utilisé pour rapatrier des troupes américaines, avant d'être rendu à l'American Line en janvier 1919.

### Au service de la White Star et fin de carrière

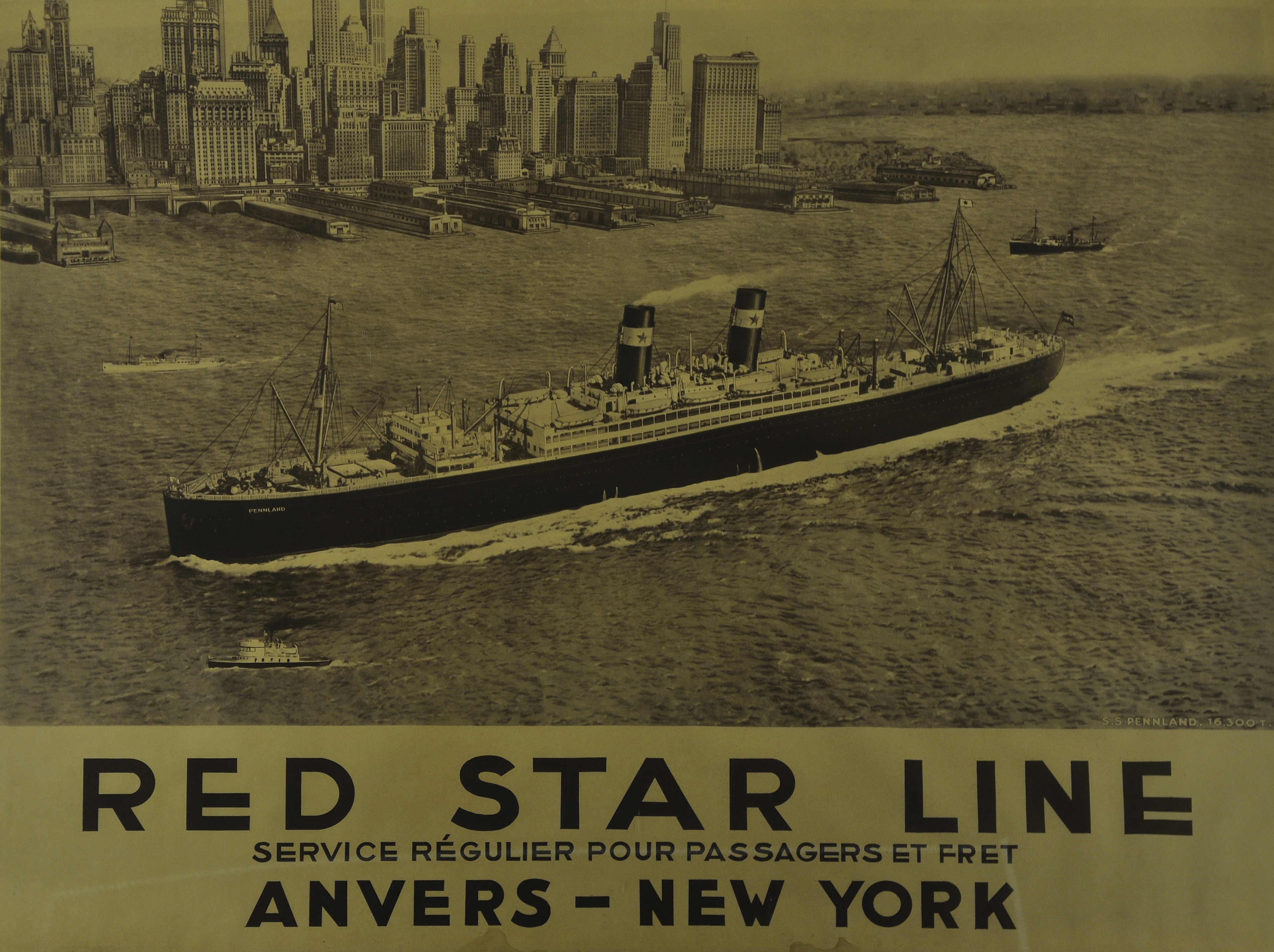
Le Pittsburgh (par la suite devenu Pennland) rejoint le Haverford sur la ligne de Philadelphie en juin 1922.

Le Haverford poursuit sa carrière entre Philadelphie et Liverpool, généralement seul dans le contexte difficile de l'après-guerre. En 1921, cependant, la White Star Line prend possession de cette ligne, et récupère donc le Haverford, ainsi qu'un navire en construction de l'American Line, le Pittsburgh. Le navire est repeint aux couleurs de la compagnie (avec, notamment, une cheminée ocre brun à manchette noire), mais il n'est étrangement pas renommé, ce qui tranche avec les habituels noms en « -ic » des navires de la compagnie. Par ailleurs, le navire reste officiellement la propriété de l'International Navigation Company, de Liverpool.
Le 1er avril 1921, il effectue sa première traversée pour sa nouvelle compagnie, toujours entre Liverpool et Philadelphie. Durant l'hiver 1922 (de janvier à avril), inutile sur cette ligne, il est prêté à l'American Line qui l'utilise au départ de Hambourg pour New York. Il revient ensuite sur la ligne de Liverpool à Philadelphie pour la White Star, une escale étant cette fois-ci ajoutée à Boston.  Il est rejoint par le Pittsburgh en juin 1922, durant son voyage inaugural. Ce service est troublé par un important accident : le 19 septembre 1923, le Haverford heurte le vapeur américain West Arrow. Si le Haverford s'en tire sans grands dommages, le West Arrow reçoit pour 50 000 dollars de réparations.
En 1924, le paquebot poursuit ses traversées, mais commence à connaître des problèmes structurels et électriques qui l'envoient à plusieurs reprises en cale sèche. Après un dernier voyage, le 27 août, entre Liverpool, Belfast, Glasgow et Philadelphie, le navire est donc retiré du service. En décembre, il est vendu à une société de démolition italienne pour 29 000 livres, et part ensuite en Italie où il est démoli l'année suivante.

## Caractéristiques
Le Haverford est un paquebot de taille moyenne, avec 11 635 tonneaux de jauge brute et 167,6 mètres sur 18. Il dispose d'une cheminée entourée de quatre mâts. Sa propulsion est assurée par des machines à triple expansion, lui permettant d'atteindre une vitesse moyenne de 14 nœuds, plutôt lente pour l'époque sur la ligne transatlantique. Cette faible vitesse s'explique par la vocation même du navire, qui est avant tout destiné à transporter de grandes quantités d'émigrants (1 700 passagers de troisième classe), ainsi que quelques passagers de deuxième classe (150 au départ). Cette capacité est par la suite revue, et le navire transporte durant sa fin de carrière 1 308 passagers de troisième et 216 passagers de deuxième classe. Outre ces passagers, le navire est également conçu pour transporter une importante quantité de marchandises. Il dispose de sept cales, et sa coque est divisée en onze compartiments étanches.